# آمفی‌تئاتر

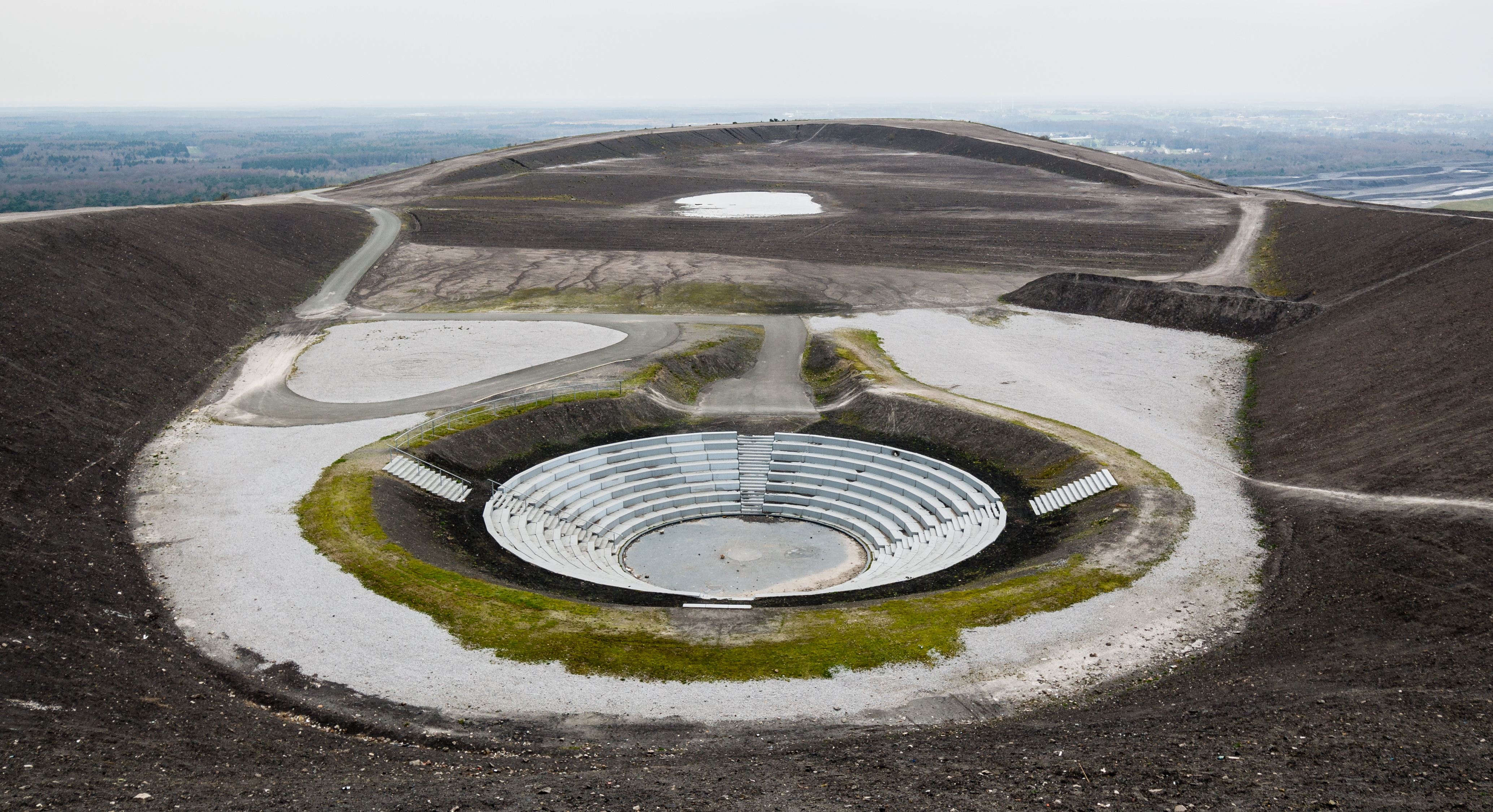
نمایی از تماشاخانه (آمفی تئاتر) از بالا در تپه هانیل

آمفی‌تئاتر (به فرانسوی: amphi théâtre) مکانی است در فضای باز که برای اجرای نمایش و سرگرمی از آن استفاده می‌شود. در زبان فارسی، اگر برای نمایش استفاده شود، به آن تماشاخانه، و اگر در دانشگاه باشد به آن تالار پلکانی می‌گویند. این واژه همچنین برای جایی که در آن هنرپیشگان داستانی را به نمایش درمی‌آورند و نیز برای تئاتر به‌کار می‌رود. در کاربرد انگلیسی، دو نوع سازهٔ ساختمانی وجود دارد که برای آن‌ها واژهٔ آمفی‌تئاتر به‌کار می‌رود: یک نوع آن آمفی‌تئاترهایی است که در روم باستان ساخته می‌شد که شناخته‌شده‌ترینِ آن‌ها بنای کولوسئوم است.
از تماشاخانه‌های ایران می‌توان به تماشاخانه سنگلج، تماشاخانه ایرانشهر، تئاترشهر اشاره کرد.

## نگارخانه

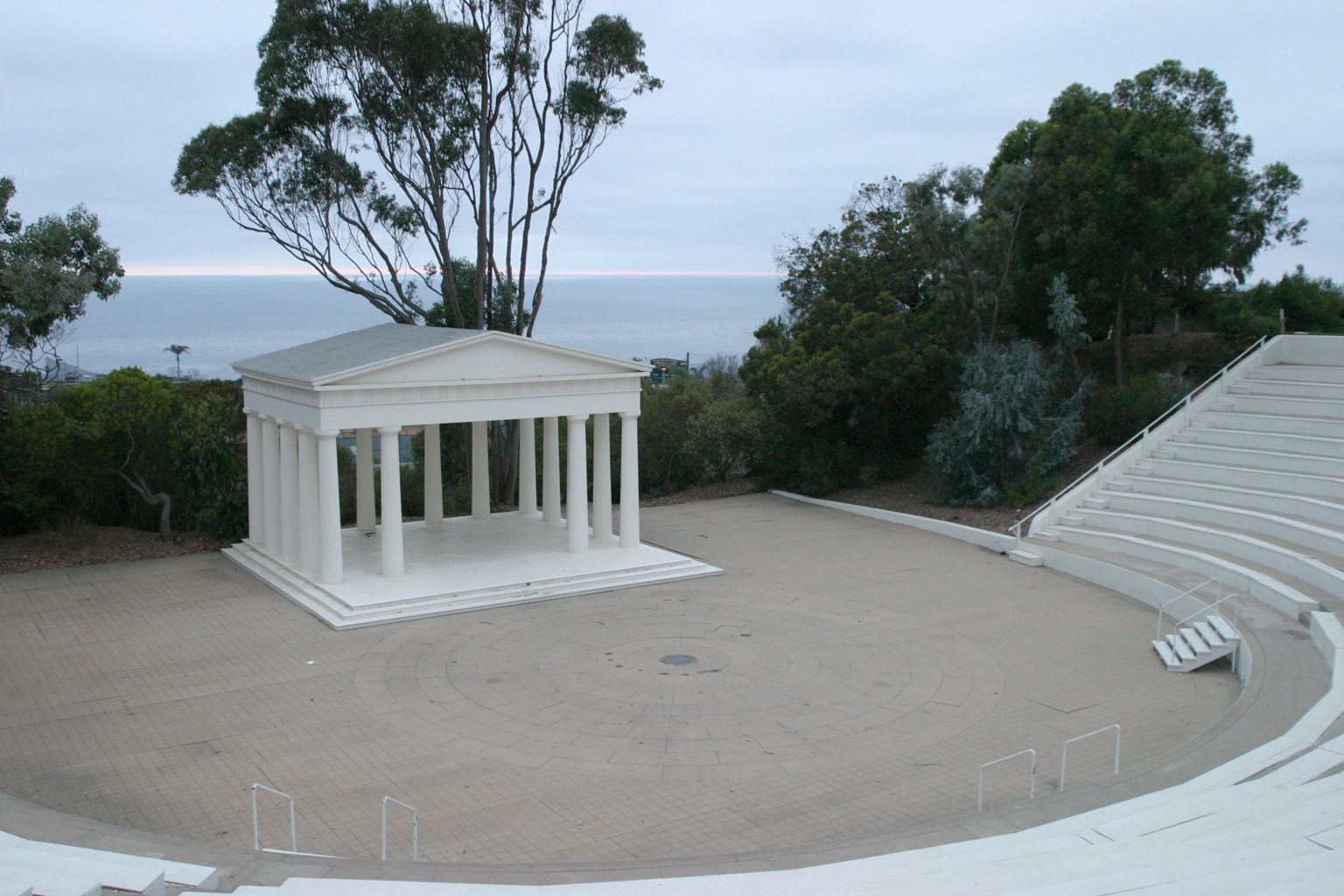
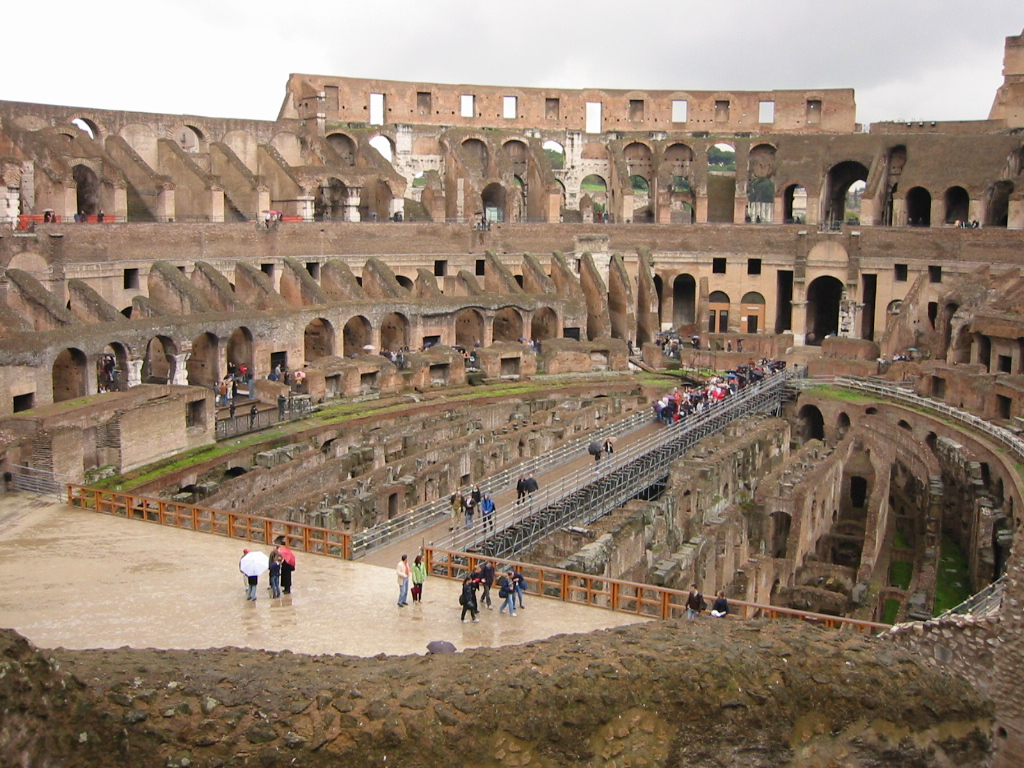
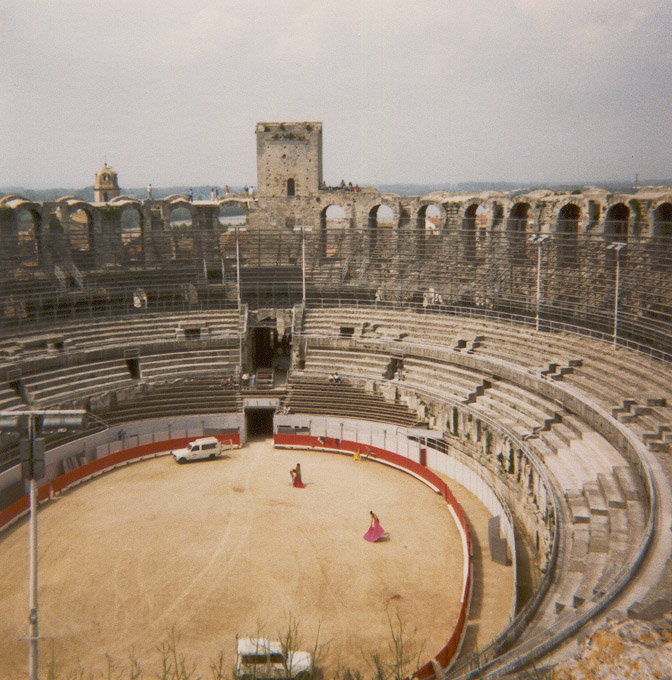
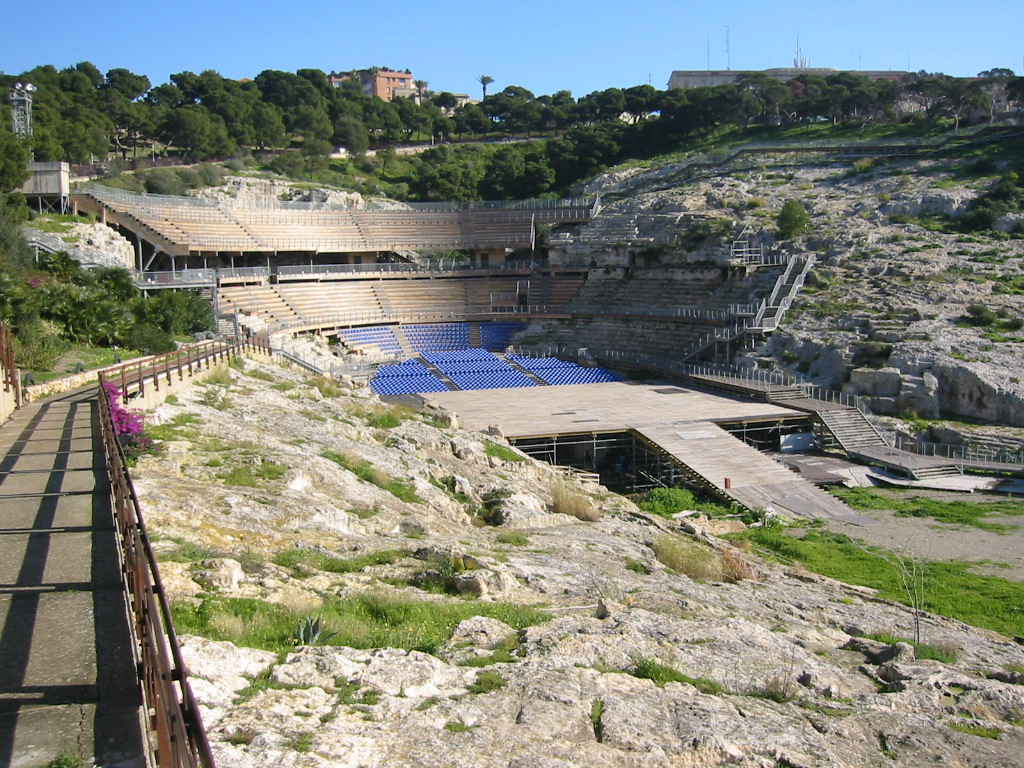
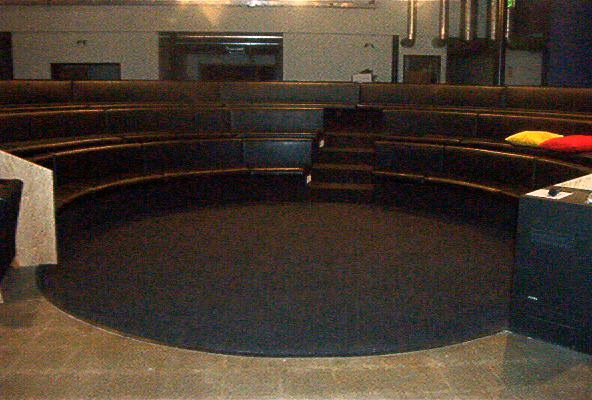
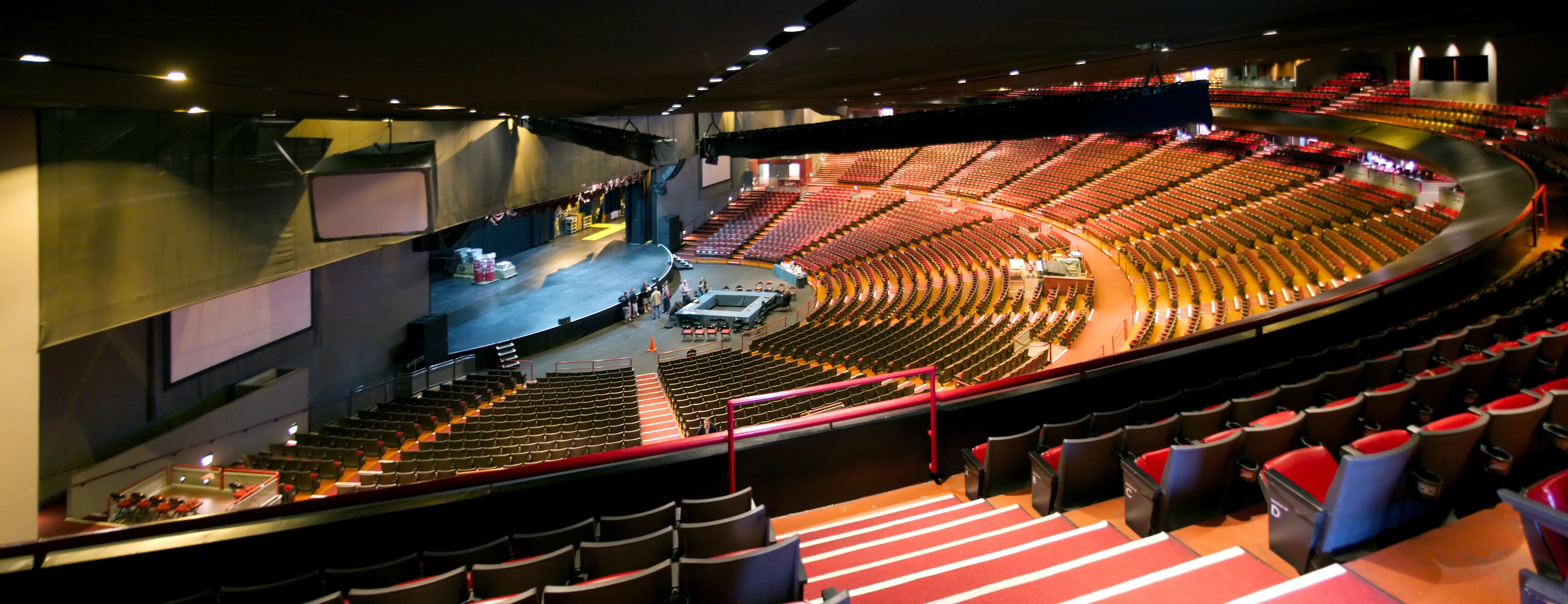
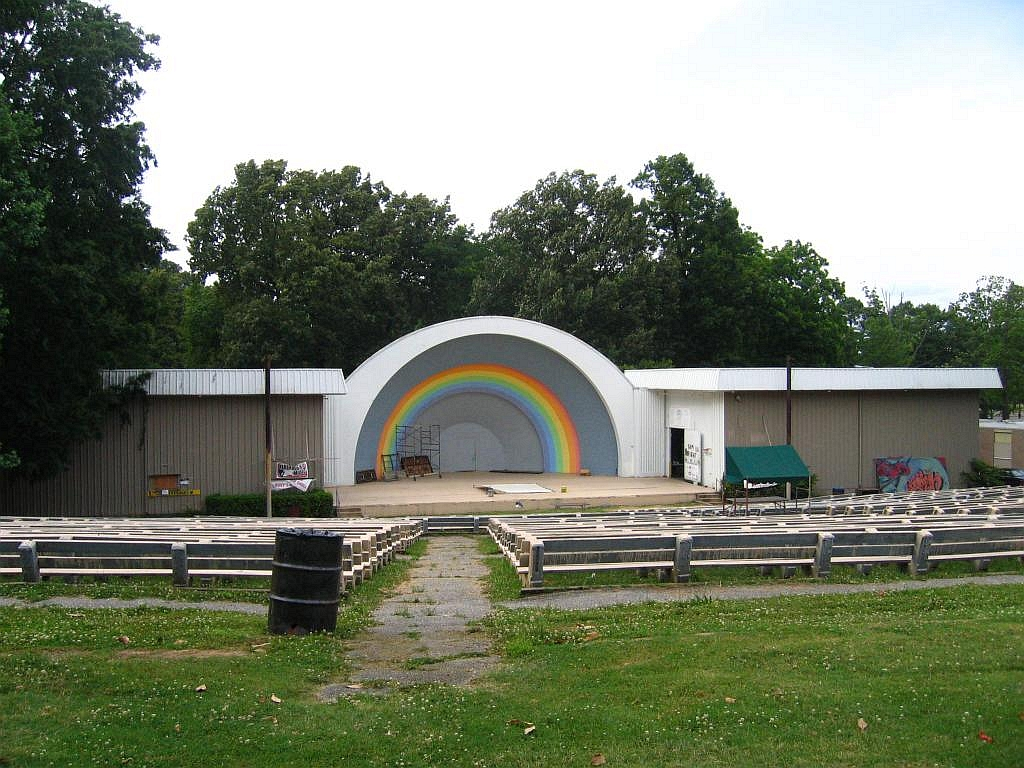
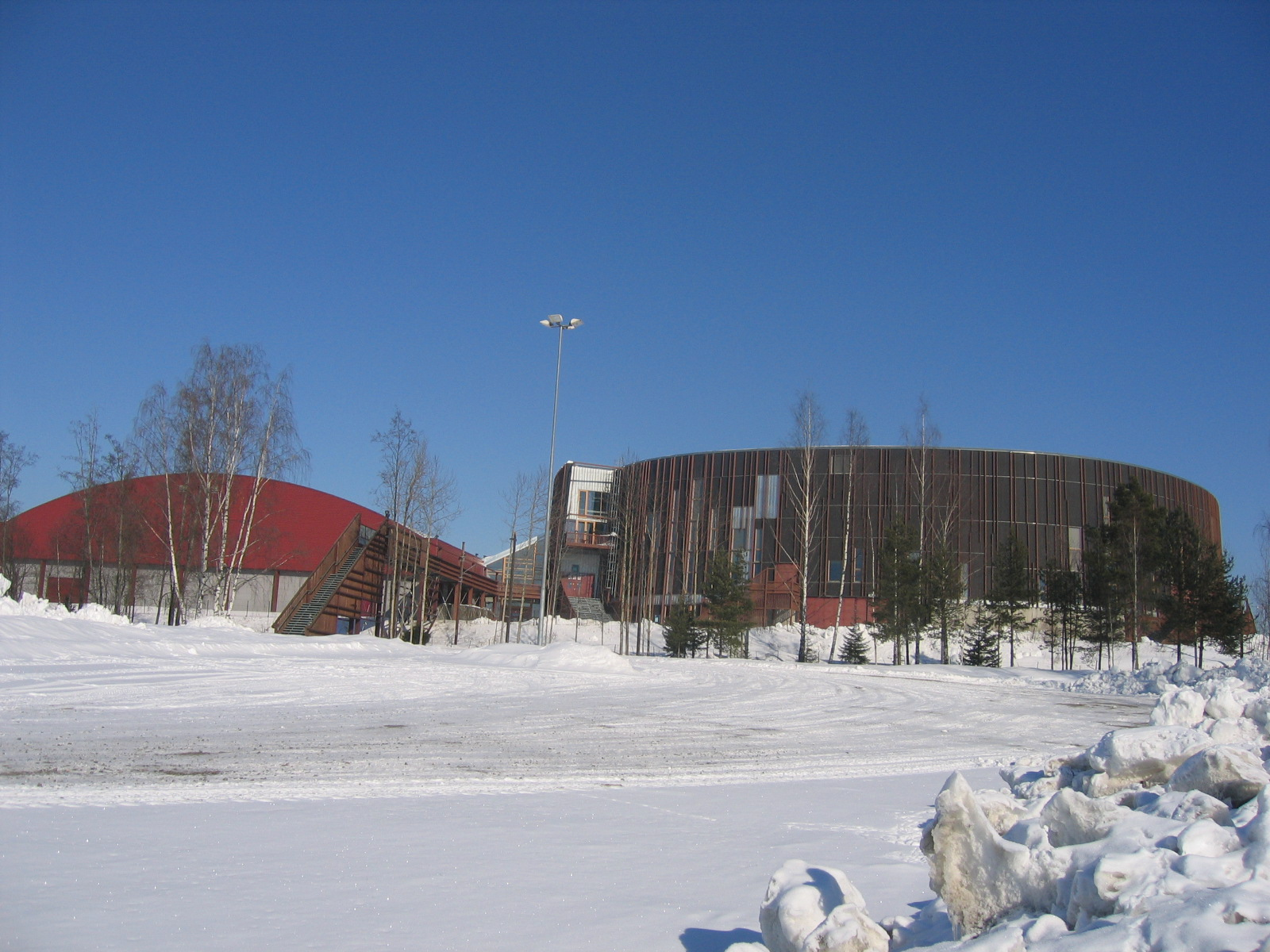
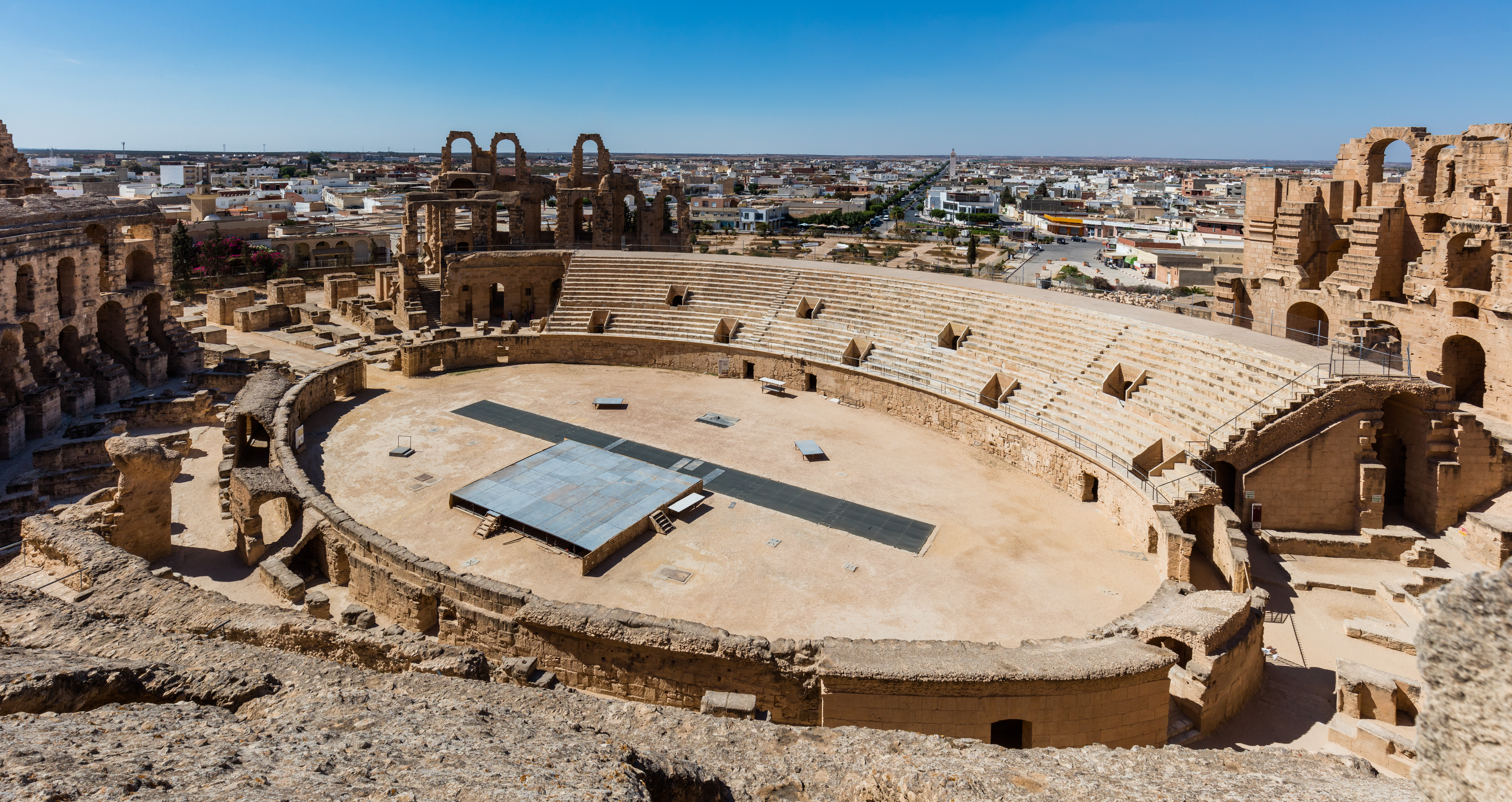
آمفی‌تئاتر رومی اِلجم، تونس